# Omodos
Omodos (grško Όμοδος) je občina v okrožju Limassol s 322 prebivalci v gorovju Troodos na |Cipru.

## Geografija
Omodos je približno 42 km severozahodno od pristaniškega mesta Limassol na južnem pobočju gorovja Troodos na 810 m nadmorske višine in ima letno količino padavin 760 mm. Prebivalci se večinoma preživljajo z gojenjem vinske trte, jabolk, hrušk, sliv, breskev in marelic. Omodos je znan predvsem po vinogradništvu. Mednarodni turistični vodniki Omodos imenujejo »vinska vas« Cipra. Zato kraj obiskuje veliko turistov in svojim prebivalcem ponuja alternativni vir dohodka. O tem pričajo restavracije in prodajalne spominkov v središču mesta.

## Zgodovina
Današnji Omodos je bil ustanovljen v bizantinski dobi. Za razlago imena kraja obstaja več različic: po najprijetnejši naj bi Omodos dobil ime po grški besedi modos, kar pomeni »vzemi si čas«. Bolj verjetno pa je poimenovanje po fevdalnem gospodu Homodeju, ki ga omenjajo frankovske listine in je živel tukaj v regiji.

## Samostanska cerkev sv. Križa
V središču vasi je samostanska cerkev Timiou Stavrou (»Svetega križa«), ki je bila na novo zgrajena v 19. stoletju. Njeni temelji segajo v 4. stoletje. V notranjosti kraljuje veličasten pozlačen ikonostas iz 18. stoletja. Po izročilu v cerkvi hranijo drobec Jezusovega križa in lobanjsko relikvijo apostola Filipa. V samostanu je več muzejev: muzej bizantinske umetnosti, muzej ljudske umetnosti in razstava, ki dokumentira boj Ciprčanov za svobodo proti Britancem po drugi svetovni vojni do osamosvojitve leta 1960.

## Znamenitosti
- Sokratova in Nicosova hiša: Ti dve vinogradniški hiši si lahko ogleda. Prikazujeta vezenine in staro pohištvo. V trgovini se lahko kupi domače žganje iz tropin "Živania" in med.
- Hiša Linos: prikazuje vinogradniško opremo in težko vinsko prešo, ki je bila v uporabi do pred nekaj leti.
- Vsako leto avgusta se v Omodosu praznuje velik festival vina.